# 香港法学教育
香港法學教育，一般是指在香港為培養律师而設的法學教育。
香港的法律体系是基于英国的普通法体系。在训练事务律师（solicitor）及诉讼律师（大律师，barrister）方面与英国类似，但又不尽相同。除透过海外律师资格考试（Overseas Lawyers Qualification Examination）寻求在香港获认许为执业律师或执业大律师的人士外，任何寻求在香港或认许为法律执业者的人均需要持有法学专业证书（PCLL）并通过资格检定期。香港三家法学院均有提供法学专业证书课程，收生条件为持有香港三家法学院颁授的本科法学士学位（LL.B.）、法律博士（J.D.）或曼彻斯特都会大学（Manchester Metropolitan University）与香港大学专业进修学院（HKUSPACE）合办并由曼彻斯特都会大学颁授予的本科法学士学位（LL.B.）或持获法学专业入学资格考试管理有限公司认可的本科法学士学位（LL.B.）、法律博士（J.D.）、法学深造文凭（GDL）、本科文学（法学）学士、文学（法学）硕士或通过专业共同试课程，有关学位及课程通常为普通法司法管辖区的高等教育机构颁授，例如英格兰及威尔士、北爱尔兰、爱尔兰、澳大利亚、新西兰等，并通过法学专业入学资格考试（PCLL Conversion Examination）或獲得法学专业入学资格考试管理有限公司豁免有關考試。

## 成为律师的途径
想要成为律师，需要：
1. 首先需要取得法律学位或者通过法律专业共同试（CPE，Common Professional Examination of England and Wales）；
2. 再取得法学专业证书（PCLL，Postgraduate Certificate in Laws）
3. 作为实习律师（trainee solicitor）参加两年的实习成为事务律师，或者进入一年的大律师实习期（pupilage）成为诉讼律师[2]

除以上途径，也可以先成为其他地方的律师，再参加海外律师资格考试（OLQE，Overseas Lawyers Qualification Examination），或取得豁免考试的资格，也可以成为事务律师。

## 法律学位
香港的三家法学院主要提供两种法学学位：
- 法律作为第一学位：法学士（LLB）
- 法律作为第二学位：法律博士（JD）、CPE （Common Professional Examination、法律专业共同试课程）、 GDL (Graduate Diploma in Law、法律深造文凭)、 GDEHKL（Graduate Diploma in English and Hong Kong Law、英格兰及香港法律深造文憑）

## 法学专业证书
取得法律学位后，所有的毕业生都需要修毕为期一年全日制或兩年兼读制的法学专业证书课程，除非他们通过成为其他地方的律师再参加OLQE考试。

## 香港的法學院
香港現有三所大學開設法律學院，分別為香港大學、香港中文大學及香港城市大學。

### 香港大學法律學院
香港大學法律學院為香港最歷史悠久的法學院，前身為法律學系，成立於1969年，後於1984年升格為法律學院。因應港大百周年校園完工，港大法學院於2012年遷往鄭裕彤教學樓，其設有全新的模擬法庭、議訟堂及圖書館。

### 香港城市大學法律學院
香港城市理工學院 (香港城市大學的前身) 於1987年設立法律學系，1992年設立專業法律系，兩系於1993年改組合併為法律學院。香港城市大學法律學院為香港最早開辦法律博士 (JD) 課程的法學院。

### 香港中文大學法律學院
香港中文大學於2004年成立法律學部 (School of Law)，並於2008年升格為法律學院 (Faculty of Law)。香港中文大學法律學院於2006年開始開設法學士 (LLB)、法學碩士 (LLM) 及法律博士 (JD) 課程，後於2008年開班法學專業證書 (PCLL) 課程。值得一提的是，中大法律學院分別於馬料水校園 (本科部) 及美國銀行中心 (研究生部) 設有校區。

### 其他院校
香港樹仁大學的商學院設有法律與商業學系，開設法律與商業(榮譽)商學士；惟此課程的畢業生並不能直接入讀香港的法學專業證書課程以成為事務律師或大律師。
此外，香港大學專業進修學院 (HKU SPACE) 與曼徹斯特都會大學 (Manchester Metropolitan University) 合作，共同開辦英國法律專業共同試 (CPE) 課程。該課程的畢業生在完成法學專業入學資格考試後可以報讀法學專業證書課程。